# Glyceria
Glyceria,es un género de plantas herbáceas perteneciente a la familia de las poáceas. Tiene una distribución cosmopolita.

## Descripción
Son plantas perennes, glabras, de lugares encharcados. Tallos enraizantes por los nudos. Hojas con vaina de márgenes soldados, al menos en la mitad inferior y limbo plano o plegado. Panícula laxa con raquis excavado. Espiguillas con flores numerosas. Glumas desiguales, más cortas que la flor inferior, membranosas, uninervadas. Lemas redondeadas, 7-nervadas. Pálea casi tan larga como la lema, con quilla alada. Androceo con 3 estambres. Cariopsis ovoidea.

## Taxonomía
El género fue descrito por Robert Brown y publicado en Prodromus Florae Novae Hollandiae 179. 1810. La especie tipo es: Glyceria fluitans (L.) R. Br.
Etimología
El nombre del género deriva del griego glykeros (dulce), refiriéndose a las semillas de G. fluitans y tal vez a las hojas y las raíces de algunas otras especies.
Citología
Número de la base del cromosoma, x = 10. 2n = 20, 28, 40, 56 y 60. 2, 4, y 6 ploid (y, aneuploides). Cromosomas pequeñas y medianas.

## Especies
- Glyceria arctica Hook.
- Glyceria declinala Bréb.
- Glyceria flavescens M. E. Jones
- Glyceria fluitans (L.) R. Br.
- Glyceria latifolia Colton
- Glyceria lemmoni Vasey
- Glyceria ovatiflora Keng
- Glyceria plicata (Fries) Fries[4][5]